# رونالد غامبل
رونالد غامبل (بالإنجليزية: Ronald Gamble)‏ هو سياسي أمريكي، ولد في 2 يناير 1933 في الولايات المتحدة. حزبياً، نشط في الحزب الديمقراطي. وقد انتخب عضو مجلس نواب بنسيلفانيا.